# Химик (футбольный клуб, Клин)
«Химик» — советский футбольный клуб из Клина. Создан не позднее 1963 года.
Играл в чемпионате СССР (класс «Б») в 1964—1966, 1968, 1969 годах, в первенстве РСФСР 1958, Кубке РСФСР среди КФК (1970—1972), чемпионате и Кубке Московской области (в 1970 году — финалист кубка, в 1991 году — 3-е место в чемпионате).
Команда «Химик» Клин — участник Кубка Московской области 2011, 2012, 2013.
С 2010 года в чемпионате (первенстве) и кубке Московской области участвуют команды СК «Химик» Клин (финалист Кубка области 2018) и «Химик-Юниор» Клин.

## Известные игроки
Савченко, Юрий Сергеевич

## Достижения
- В классе «Б» (Д-3) чемпионата СССР — 5-е место (1968), 1969 (зона 9).
- В кубке СССР — поражение в 1/4 финала зоны 1 (1964).
- В 1964-1966 играл под названием «Спартак».